# COVID-19 у Полтавській області
| Район/місто        | Виявлено | Одужало | Померло | Хворіє |
| ------------------ | -------- | ------- | ------- | ------ |
| м. Гадяч           | 3419     | *       | *       | *      |
| м. Горішні Плавні  | 10616    | *       | *       | *      |
| м. Кременчук       | 23872    | 22659   | 720     | 493    |
| м. Лубни           | 7830     | 7518    | 219     | 93     |
| м. Миргород        | 6016     | 5678    | 182     | 156    |
| м. Полтава         | 64166    | *       | *       | *      |
| Великобагачанський | 2936     | *       | *       | *      |
| Гадяцький          | 2267     | *       | *       | *      |
| Глобинський        | 4170     | *       | *       | *      |
| Гребінківський     | 2230     | *       | *       | *      |
| Диканський         | 2346     | *       | *       | *      |
| Зіньківський       | 3909     | *       | *       | *      |
| Карлівський        | 4073     | *       | *       | *      |
| Кобеляцький        | 3631     | *       | *       | *      |
| Козельщинський     | 2384     | *       | *       | *      |
| Котелевський       | 2668     | *       | *       | *      |
| Кременчуцький      | 3596     | *       | *       | *      |
| Лохвицький         | 4648     | *       | *       | *      |
| Лубенський         | 2228     | *       | *       | *      |
| Машівський         | 1709     | *       | *       | *      |
| Миргородський      | 2603     | *       | *       | *      |
| Новосанжарський    | 2699     | *       | *       | *      |
| Оржицький          | 1705     | *       | *       | *      |
| Пирятинський       | 3211     | *       | *       | *      |
| Полтавський        | 10142    | *       | *       | *      |
| Решетилівський     | 2800     | *       | *       | *      |
| Семенівський       | 1979     | *       | *       | *      |
| Хорольський        | 3354     | *       | *       | *      |
| Чорнухинський      | 789      | *       | *       | *      |
| Чутівський         | 1969     | *       | *       | *      |
| Шишацький          | 2616     | *       | *       | *      |
| Полтавська область | 192532   | 176489  | 4313    | 11730  |

COVID-19 у Полта́вській о́бласті — розповсюдження пандемії коронавірусу територією Полтавської області.
Перший випадок появи коронавірусної хвороби було виявлено на території Полтавщини 27 березня 2020 року.
Станом на ранок 22 серпня 2021 року в Полтавській області зареєстровано 78818 випадків зараження.

## 2022

### березень
- 3-21 березня захворіло 9252, одужало 19881, померло 78 людей

21 березня діагностовано 55 випадків захворювання, одужали 58 мешканців області. Зареєстровано 1 летальний випадок (Лубни — 1). Продовжують лікування 11730 осіб
20 березня діагностовано 127 випадків захворювання, одужали 275 мешканців області. Зареєстровано 2 летальні випадки (Полтава — 1, Новосанжарський район — 1). Продовжують лікування 11734 осіб
19 березня діагностовано 521 випадків захворювання, одужали 1054 мешканців області. Зареєстровано 3 летальні випадки (Горішні Плавні — 1, Семенівський район — 1, Чутівський район — 1). Продовжують лікування 11884 осіб
18 березня діагностовано 740 випадків захворювання, одужали 1533 мешканці області. Зареєстровано 1 летальний випадок (Полтава — 1). Продовжують лікування 12420 осіб
17 березня діагностовано 782 випадків захворювання, одужали 1802 мешканців області. Зареєстровано 4 летальні випадки (Полтава — 2, Кременчук — 1, Решетилівський район — 1). Продовжують лікування 13214 осіб
16 березня діагностовано 475 випадків захворювання, одужали 1233 мешканці області. Зареєстровано 2 летальні випадки (Кременчук — 1, Глобинський район — 1). Продовжують лікування 14238 осіб
15 березня діагностовано 742 випадків захворювання, одужали 1863 мешканців області. Зареєстровано 8 летальних випадків (Миргород — 2, Полтава — 2, Гадяцький район — 1, Кобеляцький район — 1, Кременчуцький район — 1, Лохвицький район — 1). Продовжують лікування 14998 осіб
14 березня діагностовано 86 випадків захворювання, одужали 95 мешканців області. Зареєстровано 1 летальний випадок (Лубни — 1). Продовжують лікування 16127 осіб
13 березня діагностовано 412 випадків захворювання, одужали 845 мешканців області. Зареєстровано 0 летальних випадків. Продовжують лікування 16137 осіб
12 березня діагностовано 433 випадки захворювання, одужали 851 мешканців області. Зареєстровано 3 летальні випадки (Кременчук — 1, Глобинський район — 1, Решетилівський район — 1). Продовжують лікування 16570 осіб
11 березня діагностовано 930 випадків захворювання, одужали 1446 мешканців області. Зареєстровано 3 летальні випадки (Полтава — 2, Машівський район — 1). Продовжують лікування 16991 осіб
10 березня діагностовано 932 випадків захворювання, одужали 1920 мешканців області. Зареєстровано 11 летальних випадків (Полтава — 3, Козельщинський район — 2, Миргород — 1, Великобагачанський район — 1, Кобеляцький район — 1, Миргородський район — 1, Оржицький район — 1, Решетилівський район — 1). Продовжують лікування 17510 осіб
9 березня діагностовано 129 випадків захворювання, одужали 234 мешканців області. Зареєстровано 2 летальні випадки (Лохвицький район — 1, Решетилівський район — 1). Продовжують лікування 18509 осіб
8 березня діагностовано 342 випадки захворювання, одужали 583 мешканці області. Зареєстровано 6 летальних випадків (Полтава — 4, Лубни — 1, Гадяцький район — 1). Продовжують лікування 18616 осіб
7 березня діагностовано 166 випадків захворювання, одужали 71 мешканець області. Зареєстровано 1 летальний випадок (Полтава — 1). Продовжують лікування 18863 особи
6 березня діагностовано 340 випадків захворювання, одужали 271 мешканців області. Зареєстровано 4 летальних випадки (Кременчук - 1, Кременчуцький район - 1, Лохвицький район - 1, Полтавський район - 1). Продовжують лікування 18769 осіб
5 березня діагностовано 653 випадки захворювання, одужали 1797 мешканців області. Зареєстровано 9 летальних випадків. Продовжують лікування 18704 особи
4 березня діагностовано 718 випадків захворювання, одужали 1601 мешканців області. Зареєстровано 7 летальних випадків (Горішні Плавні — 3, Полтава — 2, Глобинський район — 1, Карлівський район — 1). Продовжують лікування 19857 осіб
3 березня діагностовано 669 випадків захворювання, одужали 2349 мешканців області. Зареєстровано 10 летальних випадків. Продовжують лікування 20747 осіб

### лютий
- у лютому захворіло понад 28842, одужало понад 15180, померло понад 242 людини

28 лютого діагностовано 232 випадків захворювання, одужали 363 мешканців області. Зареєстровано 2 летальні випадки. Продовжують лікування 22037 осіб
27 лютого діагностовано 219 випадків захворювання, одужали 179 мешканців області. Зареєстровано 2 летальні випадки. Продовжують лікування 22171 особа
25 лютого діагностовано 647 випадків захворювання, одужали 516 мешканців області. Зареєстровано 11 летальних випадків (Полтава — 5, Горішні Плавні — 2, Зіньківський район — 1, Машівський район — 1, Полтавський район — 1, Хорольский район — 1). Продовжують лікування 21869 осіб
24 лютого діагностовано 1691 випадок захворювання, одужали 1387 мешканців області. Зареєстровано 8 летальних випадків (Кременчук — 2, Полтава — 2, Миргород — 1, Гадяцький район — 1, Котелевський — 1, Лубенський район — 1). Продовжують лікування 21749 осіб
23 лютого діагностовано 1686 випадків захворювання, одужали 960 мешканців області. Зареєстровано 13 летальних випадків (Кременчук — 5, Миргород — 2, Полтава — 2, Великобагачанський район - 1, Лубенський район — 1, Миргородський — 1, Семенівський — 1). Продовжують лікування 21453 особи
22 лютого діагностовано 1490 випадків захворювання, одужали 1102 мешканці області. Зареєстровано 16 летальних випадків (Полтава — 3, Горішні Плавні — 2, Кременчук — 2, Диканський район — 2, Карлівський район — 2, Великобагачанський район — 1, Гребінківський район — 1, Кобеляцький район — 1, Кременчуцький район — 1, Решетилівський район — 1). Продовжують лікування 20740 осіб
21 лютого діагностовано 502 випадків захворювання, одужали 435 мешканців області. Зареєстровано 3 летальні випадки (Полтава — 1, Новосанжарський район — 1, Пирятинський район — 1). Продовжують лікування 20368 осіб
20 лютого діагностовано 541 випадок захворювання, одужали 360 мешканців області. Зареєстровано 5 летальних випадків (Полтава — 2, Кременчук — 1, Котелевський район — 1, Новосанжарський район — 1). Продовжують лікування 20304 особи
19 лютого діагностовано 1346 випадків захворювання, одужали 986 мешканців області. Зареєстровано 21 летальний випадок (Полтава — 4, Новосанжарський район — 4, Миргород — 3, Кобеляцький район — 2, Горішні Плавні — 1, Кременчук — 1, Глобинський район — 1, Карлівський район — 1, Козельщинський район — 1, Котелевський район — 1, Лубенський район — 1, Решетилівський район — 1). Продовжують лікування 20128 осіб
18 лютого діагностовано 1668 випадків захворювання, одужали 751 мешканець області. Зареєстровано 17 летальних випадків (Кременчук — 4, Полтава — 3, Миргород — 2, Гадяч — 1, Горішні Плавні — 1, Карлівський район — 1, Кобеляцький район — 1, Кременчуцький район — 1, Новосанжарський район — 1, Полтавський район — 1, Семенівський район — 1). Продовжують лікування 19789 осіб
17 лютого діагностовано 1469 випадків захворювання, одужали 716 мешканців області. Зареєстровано 6 летальних випадків (Кременчук — 1, Миргород — 1, Полтава — 1, Глобинський район — 1, Миргородський район — 1, Полтавський район — 1). Продовжують лікування 18889 осіб
16 лютого діагностовано 1523 випадки захворювання, одужали 1091 мешканець області. Зареєстровано 8 летальних випадків (Горішні Плавні — 2, Полтавський район — 2, Полтава — 1, Великобагачанський район — 1, Глобинський район — 1, Лубенський район — 1). Продовжують лікування 18142 особи
15 лютого діагностовано 1375 випадків захворювання, одужали 572 мешканці області. Зареєстровано 17 летальних випадків (Кременчук — 7, Миргород — 3, Полтава — 3, Зіньківський район — 2, Лохвицький район — 1, Полтавський район — 1). Продовжують лікування 17718 осіб
14 лютого діагностовано 222 випадків захворювання, одужали 293 мешканців області. Зареєстровано 9 летальних випадків (Полтава — 4, Лубни — 1, Гребінківський район — 1, Диканський район — 1, Пирятинський район — 1, Полтавський район — 1). Продовжують лікування 16932 осіб
13 лютого діагностовано 329 випадків захворювання, одужали 52 мешканці області. Зареєстровано 3 летальні випадки (Полтава — 1, Карлівський район — 1, Кременчуцький район — 1). Продовжують лікування 17012 осіб
12 лютого діагностовано 1407 випадків захворювання, одужали 916 мешканців області. Зареєстровано 15 летальних випадків (Полтава — 6, Полтавський район — 2, Кременчук — 1, Миргород — 1, Великобагачанський район — 1, Кременчуцький район — 1, Машівський район -1, Чутівський район — 1, Шишацький район — 1). Продовжують лікування 16738 осіб
11 лютого діагностовано 1451 випадок захворювання, одужали 712 мешканців області. Зареєстровано 11 летальних випадків (Полтава — 6, Гадяч — 1, Кременчук — 1, Миргород — 1, Лохвицький район — 1, Семенівський район — 1). Продовжують лікування 16262 особи
10 лютого діагностовано 1523 випадки захворювання, одужали 743 мешканці області. Зареєстровано 11 летальних випадків (Полтава — 3, Полтавській район — 2, Кременчук — 1, Зіньківський район — 1, Карлівський район — 1, Котелевський район — 1, Кременчуцький район — 1, Решетилівський район — 1). Продовжує лікування 15534 особи
9 лютого діагностовано 1454 випадки захворювання, одужали 877 мешканців області. Зареєстровано 8 летальних випадків (Полтава — 3, Горішні Плавні — 1, Кременчуцький район — 1, Лохвицький район — 1, Пирятинський район — 1, Полтавський район — 1). Продовжують лікування 14765 осіб
8 лютого діагностовано 1264 випадки захворювання, одужали 471 мешканців області. Зареєстровано 12 летальних випадків (Горішні Плавні — 2, Полтава — 2, Кременчуцький район — 2, Лохвицький район — 2, Гадяч — 1, Гадяцький район — 1, Кобеляцький район — 1, Чутівський — 1). Продовжують лікування 14196 осіб
7 лютого діагностовано 494 випадків захворювання, одужали 174 мешканців області. Зареєстровано 9 летальних випадків (Лубни — 1, Полтава — 6, Козельщинський район — 1, Пирятинський район — 1). Продовжують лікування 13415 осіб
6 лютого діагностовано 486 випадків захворювання, одужало 0 мешканців області. Зареєстровано 5 летальних випадків (Кременчук — 3, Лубни — 1, Полтава — 1). Продовжують лікування 13104 особи
5 лютого діагностовано 1171 випадок захворювання, одужали 230 мешканців області. Зареєстровано 5 летальних випадків (Полтава — 2, Лубни — 1, Миргород — 1, Козельщинський район — 1). Продовжують лікування 12623 особи
4 лютого діагностовано 1202 випадків захворювання, одужали 234 мешканців області. Зареєстровано 3 (Кременчук — 1, Лубни — 1,…) летальних випадків. Продовжують лікування 11687 осіб
3 лютого діагностовано 1284 випадків захворювання, одужали 223 мешканці області. Зареєстровано 9 летальних випадків (Полтава — 3, Горішні Плавні — 1, Кременчук — 1,..). Продовжують лікування 10722 особи
2 лютого діагностовано 1171 випадок захворювання, одужали 401 мешканців області. Зареєстровано 3 летальні випадки (Лубни — 1, Полтава — 1, Оржицький район — 1). Продовжують лікування 9670 осіб
1 лютого діагностовано 995 випадків захворювання, одужали 436 мешканців області. Зареєстровано 10 летальних випадків (Миргород — 2, Полтава — 2, Горішні Плавні — 1, Гадяцький район — 1, Гребінківський район — 1, Лохвицький район — 1, Миргородський район — 1, Чутівський район — 1). Продовжують лікування 8903 особи

### січень
- у січні місяці захворіло 12122, одужало 9035, померло 221 людина

31 січня діагностовано 291 випадок захворювання, одужали 0 мешканці області. Зареєстровано 0 летальних випадків. Продовжують лікування 8354 осіб
30 січня діагностовано 306 випадків захворювання, одужали 0 мешканців області. Зареєстровано 2 летальні випадки (Полтава — 1, Полтавський район — 1). Продовжують лікування 8060 осіб
29 січня діагностовано 915 випадків захворювання, одужали 527 мешканців області. Зареєстровано 6 летальних випадків (Полтава — 2, Карлівський район — 1, Новосанжарський район — 1, Полтавський район — 1, Чутівський район — 1). Продовжують лікування 7756 осіб
28 січня діагностовано 1044 випадків захворювання, одужали 762 мешканці області. Зареєстровано 4 летальних випадків (Полтава — 3, Кременчук — 1). Продовжують лікування 7374 осіб
27 січня діагностовано 903 випадків захворювання, одужали 182 мешканців області. Зареєстровано 8 летальних випадків (Полтава — 2, Кобеляцький район — 1, Лубенський район — 1, Миргородський район — 1). Продовжують лікування 7096 осіб
26 січня діагностовано 831 випадок захворювання, одужали 297 мешканців області. Зареєстровано 2 летальних випадки (Горішні Плавні — 1, Полтава — 1). Продовжують лікування 6383 осіб
25 січня діагностовано 697 випадків захворювання, одужали 346 мешканців області. Зареєстровано 8 летальних випадків (Гадяцький район — 2, Диканський район — 2, Гадяч — 1, Горішні Плавні — 1, Машівський район — 1, Решетилівський район — 1). Продовжують лікування 5851 осіб
24 січня діагностовано 164 випадків захворювання, одужали 7 мешканців області. Зареєстровано 5 летальних випадків (Кременчук — 2, Полтава — 2, Глобинський район — 1). Продовжують лікування 5508 осіб
23 січня діагностовано 121 випадок захворювання, одужали 4 мешканці області. Зареєстровано 3 летальні випадки (Кременчук — 1, Кобеляцький район — 1, Кременчуцький — 1). Продовжують лікування 5356 осіб
22 січня діагностовано 549 випадків захворювання, одужали 288 мешканців області. Зареєстровано 6 летальних випадків (Полтава — 4, Гадяч — 1, Лубни — 1). Продовжують лікування 5242 особи
21 січня діагностовано 677 випадків захворювання, одужали 181 мешканців області. Зареєстровано 5 летальних випадків (Миргород — 1, Полтава — 1, Гадяцький район — 1, Кременчуцький район — 1, Новосанжарський район — 1). Продовжують лікування 4987 осіб
20 січня діагностовано 679 випадків захворювання, одужали 348 мешканців області. Зареєстровано 9 летальних випадків (Оржицький район — 3, Решетилівський район — 2, Полтава — 1, Миргородський район — 1, Новосанжарський район — 1, Хорольський район — 1). Продовжують лікування 4496 осіб
19 січня діагностовано 470 випадків захворювання, одужали 413 мешканців області. Зареєстровано 9 летальних випадків (Кременчук — 2, Решетилівський район — 2, Гадяч — 1, Диканський район — 1, Кременчуцький район — 1, Лубенський район — 1, Чорнухинський район — 1). Продовжують лікування 4174 особи
18 січня діагностовано 473 випадки захворювання, одужали 329 мешканців області. Зареєстровано 22 летальні випадки (Новосанжарський район — 8, Кременчук — 3, Полтава — 2, Гадяч — 1, Миргород — 1, Гадяцький район — 1, Глобинський район — 1, Карлівський район — 1, Оржицький район — 1, Полтавський район — 1, Семенівський район — 1, Чутівський район — 1). Продовжують лікування 4126 осіб
17 січня діагностовано 49 випадків захворювання, одужали 13 мешканців області. Зареєстровано 1 летальний випадок (Новосанжарський район — 1). Продовжують лікування 4004 осіб
16 січня діагностовано 121 випадок захворювання, одужали 58 мешканців області. Зареєстровано 1 летальний випадок (Новосанжарський район — 1). Продовжують лікування 3969 осіб
15 січня діагностовано 343 випадків захворювання, одужали 291 мешканців області. Зареєстровано 8 летальних випадків (Кременчук — 2, Новосанжарський район — 2, Гадяч — 1, Кобеляцький район — 1, Полтавський район — 1, Семенівський район — 1). Продовжують лікування 3907 осіб
14 січня діагностовано 521 випадків захворювання, одужали 514 мешканців області. Зареєстровано 7 летальних випадків (Горішні Плавні — 1, Миргород — 1, Полтава — 1, Великобагачанський район — 1, Кременчуцький район — 1, Новосанжарський район — 1, Полтавський район — 1). Продовжують лікування 3863 особи
13 січня діагностовано 431 випадків захворювання, одужали 579 мешканців області. Зареєстровано 8 летальних випадків (Гадяч — 2, Горішні Плавні — 1, Великобагачанський район — 1, Гребінківський район — 1, Диканський район — 1, Котелевський район — 1, Полтавський район — 1). Продовжують лікування 3863 особи
12 січня діагностовано 328 випадків захворювання, одужали 398 мешканців області. Зареєстровано 14 летальних випадків (Полтава — 3, Кременчуцький район — 2, Новосанжарський район — 2, Хорольський район — 2, Гадяч — 1, Горішні Плавні — 1, Лубни — 1, Гадяцький  район — 1, Полтавський район — 1). Продовжують лікування 4019 осіб
11 січня діагностовано 440 випадків захворювання, одужали 371 мешканець області. Зареєстровано 20 летальних випадків (Новосанжарський район — 5, Полтава — 3, Миргород — 2, Кобеляцький район — 2, Миргородський район — 2, Полтавський район — 2, Горішні Плавні — 1, Кременчук — 1, Глобинський район — 1, Лубенський район — 1). Продовжують лікування 4103 особи
10 січня діагностовано 109 випадків захворювання, одужали 127 мешканців області. Зареєстровано 10 летальних випадків (Кременчук — 4, Кременчуцький район — 2, Миргород — 1, Полтава — 1, Миргородський район — 1, Решетилівка — 1). Продовжують лікування 4054 осіб
9 січня діагностовано 126 випадків захворювання, одужали 62 мешканців області. Зареєстровано 2 летальні випадки (Лохвицький район — 1, Новосанжарський район — 1). Продовжують лікування 4082 особи
8 січня діагностовано 97 випадків захворювання, одужали 32 мешканці області. Зареєстровано 1 летальний випадок (Кременчук — 1). Продовжують лікування 4020 осіб
7 січня діагностовано 270 випадків захворювання, одужали 456 мешканців області. Зареєстровано 6 летальних випадків (Кременчук — 2, Гадяч — 1, Кобеляцький район — 1, Машівський район — 1, Решетилівський — 1). Продовжують лікування 3956 осіб
6 січня діагностовано 305 випадків захворювання, одужали 883 мешканців області. Зареєстровано 7 летальних випадків. Продовжують лікування 4148 осіб
5 січня діагностовано 273 випадки захворювання, одужали 700 мешканців області. Зареєстровано 25 летальних випадків (Кременчук — 7, Полтава — 6, Карлівський район — 3, Гадяцький район — 2, Гадяч — 1, Лубни — 1, Миргород — 1, Глобинський район — 1, Козельщинський район — 1, Миргородський район — 1, Решетилівський район — 1). Продовжують лікування 4733 особи
4 січня діагностовано 129 випадків захворювання, одужали 132 мешканці області. Зареєстровано 7 летальних випадків (Новосанжарський район — 2, Полтава — 1, Зіньківський район — 1, Лохвицький район — 1, Лубенський район — 1, Полтавський район — 1). Продовжують лікування 5185 осіб
3 січня діагностовано 104 випадки захворювання, одужали 66 мешканців області. Зареєстровано 7 летальних випадків (Великобагачанський район — 2, Миргород — 1, Полтава — 1, Миргородський район — 1, Полтавський район — 1, Шишацький район — 1). Продовжують лікування 5195 осіб
2 січня діагностовано 100 випадків захворювання, одужало 72 мешканці області. Зареєстровано 3 летальні випадки (Полтава — 1, Машівський район — 1, Хорольський район — 1). Продовжують лікування 5164 особи
1 січня діагностовано 256 випадків захворювання, одужали 597 мешканців області. Зареєстровано 5 летальних випадків (Кременчук — 1, Миргород — 1, Кременчуцький район — 1, Машівський район — 1, Миргородський район — 1). Продовжують лікування 5139 осіб

## 2021

### грудень
- у грудні місяці захворіло 14144, одужало 26671, померло 519 людей

31 грудня діагностовано 486 випадків захворювання, одужали 871 мешканець області. Зареєстровано 11 летальних випадків (Полтава — 3, Горішні Плавні — 1, Кременчук –-1, Великобагачанський район — 1, Гребінківський район — 1, Диканський район — 1, Кременчуцький район — 1, Новосанжарський район — 1, Чорнухинський район — 1). Продовжують лікування 5485 осіб
30 грудня діагностовано 443 випадки захворювання, одужали 848 мешканців області. Зареєстровано 12 летальних випадків (Полтава — 4, Кременчук — 3, Горішні Плавні — 1, Глобинський район — 1, Карлівський район — 1, Лохвицький район — 1, Решетилівський район — 1). Продовжує лікування 5881 особа
29 грудня діагностовано 358 випадків захворювання, одужали 1166 мешканців області. Зареєстровано 33 летальні випадки (Кременчук — 7, Полтава — 5, Кобеляцький район — 4, Глобинський район — 3, Гадяч — 2, Горішні Плавні — 2, Котелевський район — 2, Пирятинський район — 2, Гадяцький район — 1, Гребінківський район — 1, Диканський район — 1, Карлівський район — 1, Лохвицький район — 1, Новосанжарський район — 1). Продовжують лікування 6298 осіб
28 грудня діагностовано 74 випадки захворювання, одужали 109 мешканців області. Зареєстровано 7 летальних випадків (Кременчук — 3, Новосанжарський район — 2, Глобинський район — 1, Чорнухинський район — 1). Продовжують лікування 7139 осіб
27 грудня діагностовано 39 випадків захворювання, одужали 36 мешканців області. Зареєстровано 9 летальних випадків (Полтава — 5, Кременчуцький район — 2, Зіньківський район — 1, Кобеляцький район — 1). Продовжують лікування 7181 особа
26 грудня діагностовано 90 випадків захворювання, одужали 20 мешканців області. Зареєстровано 10 летальних випадків (Великобагачанський район — 2, Семенівський район — 2, Кременчук — 1, Полтава — 1, Кременчуцький район — 1, Лохвицький район — 1, Оржицький район — 1, Полтавський район — 1). Продовжують лікування 7187 осіб
25 грудня діагностовано 308 випадків захворювання, одужали 920 мешканці області. Зареєстровано 15 летальних випадків (Кременчук — 3, Полтава — 3, Кременчуцький район — 2, Козельщинський район — 1, Полтавський район — 1, Решетилівський район — 5). Продовжують лікування 7127 осіб
24 грудня діагностовано 411 випадків захворювання, одужали 1110 мешканців області. Зареєстровано 17 летальних випадків (Кременчук — 3, Полтава — 3, Новосанжарський район — 2, Миргород — 1, Великобагачанський район — 1, Глобинський район — 1, Зіньківський район — 1, Кременчуцький район — 1, Лубенський район — 1, Оржицький район — 1, Решетилівський район — 1, Хорольський район — 1). Продовжують лікування 7754 осіб
23 грудня діагностовано 495 випадків захворювання, одужали 924 мешканці області. Зареєстровано 15 летальних випадків (Кременчук — 6, Миргород — 4, Великобагачанський район — 2, Полтава — 1, Кобеляцький район — 1, Шишацький район — 1). Продовжують лікування 8470 осіб
22 грудня діагностовано 349 випадків захворювання, одужали 1155 мешканців області. Зареєстровано 22 летальні випадки (Кременчук — 8, Кременчуцький район — 3, Козельщинський район — 2, Решетилівський район — 2, Горішні Плавні — 1, Лубни — 1, Глобинський район — 1, Зіньківський район — 1, Кобеляцький район — 1, Котелевський район — 1, Миргородський район — 1). Продовжують лікування 8914 осіб
21 грудня діагностовано 602 випадки захворювання, одужали 634 мешканці області. Зареєстровано 22 летальні випадки (Полтава — 4, Миргород — 3, Гадяч — 2, Питярин — 2, Семенівський район — 2, Шишацький район — 2, Лубни — 1, Великобагачанський район — 1, Кобеляцький район — 1, Оржицький — 1, Полтавський район — 1, Решетилівський район — 1, Чутівський район — 1). Продовжують лікування 9742 особи
20 грудня діагностовано 56 випадків захворювання, одужали 8 мешканців області. Зареєстровано 3 летальні випадки (Кременчук — 2, Кременчуцький район — 1). Продовжують лікування 9796 осіб
19 грудня діагностовано 139 випадків захворювання, одужали 69 мешканців області. Зареєстровано 7 летальних випадків (Кременчук — 2, Полтавський район — 2, Гадяч — 1, Полтава — 1, Чорнухинський район — 1). Продовжують лікування 9751 осіб
18 грудня діагностовано 443 випадки захворювання, одужали 814 мешканців області. Зареєстровано 8 летальних випадків. Продовжують лікування 9688 осіб. (Кременчук — 7, Полтава — 6, Миргород — 1, Глобинський район — 1, Миргородський район — 1, Новосанжарський район — 1, Полтавський район — 1). Продовжують лікування 9688 осіб
17 грудня діагностовано 527 випадків захворювання, одужали 715 мешканців області. Зареєстровано 12 летальних випадків (Полтава — 4, Кременчук — 2, Гадяч — 1, Горішні Плавні — 1, Гадяцький район — 1, Машівський район -1, Миргородський район –1, Полтавський район — 1). Продовжують лікування 10077 осіб
16 грудня діагностовано 642 випадків захворювання, одужали 995 мешканців області. Зареєстровано 21 летальний випадок (Полтава — 8, Кобеляцький район — 3, Пирятинський район — 3, Горішні Плавні — 2, Глобинський район — 2, Кременчук — 1, Великобагачанський район — 1, Кременчуцький район — 1). Продовжують лікування 10277 осіб
15 грудня діагностовано 568 випадок захворювання, одужали 1358 мешканців області. Зареєстровано 16 летальних випадків (Кременчук — 6, Полтава — 3, Кобеляцький район — 2, Чутівський район — 2, Миргород — 1, Глобинський район — 1, Оржицький район — 1). Продовжує лікування 10651 особа
14 грудня діагностовано 751 випадок захворювання, одужали 1336 мешканців області. Зареєстровано 25 летальних випадків (Полтава — 6, Кременчук — 5, Гадяч — 4, Лубни — 2, Чутівський район — 2, Гадяцький  район — 1, Глобинський район — 1, Гребінківський район — 1, Кобеляцький район — 1, Кременчуцький район — 1, Семенівський район — 1). Продовжують лікування 11457 осіб
13 грудня діагностовано 201 випадок захворювання, одужали 154 мешканці області. Зареєстровано 8 летальних випадків. (Полтава — 3, Великобагачанський район — 2, Гребінківський район — 1, Миргородський район — 1, Полтавський район — 1). Продовжують лікування 12067 осіб
12 грудня діагностовано 296 випадків захворювання, одужали 46 мешканців області. Зареєстровано 8 летальних випадків (Полтава — 4, Кременчук — 1, Лубни — 1, Кобеляцький район — 1, Полтавський район — 1). Продовжують лікування 12028 осіб
11 грудня діагностовано 597 випадків захворювання, одужали 1138 мешканців області. Зареєстровано 32 летальні випадки (Полтава — 9, Кременчук — 7, Горішні Плавні — 3, Глобинський район — 3, Миргородський район — 2, Гадяч — 1, Гадяцький район — 1, Диканський район — 1, Карлівський район — 1, Кобеляцький район — 1, Лубенський район — 1, Чорнухинський район — 1, Шишацький район — 1). Продовжують лікування 11786 осіб
10 грудня діагностовано 712 випадків захворювання, одужали 1136 мешканців області. Зареєстровано 16 летальних випадків (Полтава — 6, Кременчук — 4, Решетилівський район — 2, Великобагачанський район — 1, Пирятинський район — 1, Полтавський район — 1, Хорольський район — 1). Продовжують лікування 12359 осіб
9 грудня діагностовано 537 випадків захворювання, одужали 941 мешканець області. Зареєстровано 14 летальних випадків. Продовжує лікування 12799 осіб
8 грудня діагностовано 705 випадків захворювання, одужали 1754 мешканці області. Зареєстровано 23 летальні випадки (Полтава — 7, Кременчук — 5, Оржицький район — 3, Диканський район — 1, Кобеляцький район — 1, Козельщинський район — 1, Миргород — 1, Миргородський район — 1, Пирятинський район — 1, Полтавський район — 1, Семенівський район — 1). Продовжує лікування 13217 осіб
7 грудня діагностовано 716 випадків захворювання, одужали 2162 мешканці області. Зареєстровано 37 летальних випадків (Полтава — 7, Кременчук — 4, Великобагачанський район — 3, Глобинський район — 3, Карлівський район — 3, Кобеляцький район — 3, Лубенський район — 2, Лубни — 2, Миргород — 2, Хорольський район — 2, Чутівський район — 2, Гадяцький район — 1, Гребінківський район — 1, Козельщинський район — 1, Полтавський район — 1). Продовжують лікування 14289 осіб
6 грудня діагностовано 218 випадків захворювання, одужали 171 мешканець області. Зареєстровано 11 летальних випадків (Кременчук — 5, Полтава — 3, Великобагачанський район — 1, Лохвицький район — 1, Шишацький район — 1). Продовжує лікування 15772 особи
5 грудня діагностовано 190 випадків захворювання, одужали 516 мешканців області. Зареєстровано 14 летальних випадків (Кременчук — 4, Полтава — 4, Зіньківський — 2, Семенівський — 2, Лохвицький — 1, Хорольський — 1). Продовжує лікування 15736 осіб
4 грудня діагностовано 924 випадків захворювання, одужали 1194 мешканці області. Зареєстровано 19 летальних випадків (Кременчук — 5, Гадяч — 3, Полтава — 3, Горішні Плавні — 2, Гадяцький район — 1, Зіньківський район — 1, Козельщинський район — 1, Кременчуцький район — 1, Лубенський район — 1, Машівський район — 1). Продовжує лікування 16076 осіб
3 грудня діагностовано 685 випадків захворювання, одужали 1258 мешканців області. Зареєстровано 23 летальні випадки (Полтава — 8, Кременчук — 5, Чорнухинський район — 2, Гребінківський район — 1, Карлівський район — 1, Котелевський район — 1, Кременчуцький район — 1, Лубенський район — 1, Новосанжарський район — 1, Полтавський район — 1, Семенівський район — 1). Продовжує лікування 16365 осіб
2 грудня діагностовано 677 випадків захворювання, одужали 1429 мешканців області. Зареєстровано 21 летальний випадок (Кременчук — 5, Полтава — 5, Великобагачанський район — 3, Гадяцький район — 1, Глобинський район — 1, Кременчуцький район — 1, Лубенський район — 1, Миргород — 1, Миргородський район — 1, Оржицький район — 1, Решетилівський район — 1). Продовжує лікування 16961 особа
1 грудня діагностовано 905 випадків захворювання, одужали 1684 мешканці області. Зареєстровано 28 летальних випадків (Кременчук — 8, Полтава — 4, Лубни — 3, Котелевський район — 2, Гадяч — 1, Гадяцький район — 1, Гребінківський район — 1, Зіньківський район — 1, Кобеляцький район — 1, Козельщинський район — 1, Лубенський район — 1, Миргородський район — 1, Оржицький район — 1, Хорольський район — 1, Решетилівський район — 1). Продовжує лікування 17734 особи

### листопад
- у листопаді місяці захворіло 26687, одужало 19586, померло 897 людей

30 листопада діагностовано 875 випадків захворювання, одужали 1027 мешканців області. Зареєстровано 36 летальних випадків (Кременчук — 6, Полтава — 5, Карлівський район — 3, Кобеляцький район — 3, Горішні Плавні — 2, Зіньківський район — 2, Оржицький район — 2, Гадяч — 1, Гадяцький район — 1, Гребінківський район — 1, Лохвицький район — 1, Лубенський район — 1, Лубни — 1, Козельщинський район — 1, Миргород — 1, Полтавський район — 1, Семенівський  район — 1, Хорольський район — 1, Чутівський район — 1, Шишацький район — 1). Продовжує лікування 18541 особа
29 листопада діагностовано 232 випадки захворювання, одужали 505 мешканців області. Зареєстровано 14 летальних випадків (Полтава — 3, Глобинський район — 3, Кременчук — 2, Лубни — 2, Миргород — 1, Зіньківський район — 1, Кременчуцький район — 1, Полтавський район — 1). Продовжує лікування 18729 осіб
28 листопада діагностовано 298 випадків захворювання, одужали 65 мешканців області. Зареєстровано 17 летальних випадків (Кременчук — 8, Миргород — 3, Полтава — 1, Лубни — 1, Полтавський район — 1, Котелевський район — 1, Лубенський район — 1, Миргородський район — 1). Продовжує лікування 19016 осіб
27 листопада діагностовано 904 випадки захворювання, одужали 1423 мешканці області. Зареєстровано 32 летальні випадки (Полтава — 8, Кременчук — 5, Гадяч — 3, Лубни — 2, Миргород — 2, Полтавський район — 2, Великобагачанський район — 1, Гадяцький район — 1, Глобинський район — 1, Горішні Плавні — 1, Зіньківський район — 1, Карлівський район — 1, Кобеляцький район — 1, Козельщинський район — 1, Оржицький район — 1, Чутівський район — 1). Продовжує лікування 18800 осіб
26 листопада діагностовано 953 випадки захворювання, одужали 1042 мешканці області. Зареєстровано 41 летальний випадок (Кременчук — 10, Полтава — 9, Горішні Плавні — 6, Лубенський район — 4, Гадяч — 2, Полтавський район — 2, Хорольський район — 2, Козельщинський район — 2, Миргород — 1, Миргородський район — 1, Машівський район — 1, Семенівський район — 1). Продовжує лікування 19351 особа
25 листопада діагностовано 967 випадків захворювання, одужали 1268 мешканців області. Зареєстровано 19 летальних випадків (Полтава — 5, Зіньківський район — 3, Кременчук — 2, Диканський район — 2, Кобеляцький район — 2, Миргород — 1, Козельщинський район — 1, Кременчуцький район — 1, Лохвицький район — 1, Лубенський район — 1). Продовжує лікування 19481 особа
24 листопада діагностовано 1060 випадків захворювання, одужали 1316 мешканців області. Зареєстровано 32 летальні випадки (Полтава — 8, Кременчук — 2, Лубни — 2, Горішні Плавні — 2,  Миргород — 2, Гребінківський район — 2, Зіньківський район — 2, Великобагачанський район — 1, Диканський район — 1, Карлівський район — 1, Кобеляцький район — 1, Козельщинський район — 1, Котелевський район — 1, Кременчуцький район — 1, Машівський район — 1, Миргородський район — 1, Оржицький район — 1, Хорольський район — 1, Шишацький район — 1). Продовжує лікування 19801 особа
23 листопада діагностовано 1141 випадків захворювання, одужали 730 мешканців області. Зареєстровано 53 летальні випадки (Полтава — 15, Кременчук — 11, Лубни — 5, Горішні Плавні — 4, Миргород — 4, Миргородський район — 2, Кобеляцький район — 2, Лубенський район — 2, Гадяч — 1, Гадяцький район — 1, Козельщинський район — 1, Лохвицький район — 1, Новосанжарський район — 1, Семенівський район — 1, Чорнухинський район — 1, Шишацький район — 1). Продовжує лікування 20089 осіб
22 листопада діагностовано 287 летальних випадків в захворювання, одужали 301 мешканці області. Зареєстровано 16 (Полтава — 10, Кременчук — 3, Горішні Плавні — 2, Лохвицький район — 1). Продовжує лікування 19731 особа
21 листопада діагностовано 361 випадок захворювання, одужали 305 мешканців області. Зареєстровано 14 летальних випадків (Кременчук — 7, Полтава — 5, Гадяч — 1, Гадяцький район — 1). Продовжує лікування 19761 особа
20 листопада діагностовано 931 випадок захворювання, одужали 1279 мешканців області. Зареєстровано 41 летальний випадок (Кременчук — 10, Полтава — 8, Чутівський район — 4, Семенівський район — 3, Кобеляцький район — 3, Гадяч — 2, Миргород — 2, Глобинський район — 2, Горішні Плавні — 1, Гадяцький район — 1, Кременчуцький район — 1, Миргородський район — 2, Оржицький район — 1, Полтавський район — 1). Продовжує лікування 19719 осіб
19 листопада діагностовано 1050 випадків захворювання, одужали 867 мешканців області. Зареєстровано 43 летальні випадки (Полтава — 13, Кременчук — 9, Гадяцький район — 2, Глобинський район — 2, Кобеляцький район — 2, Котелевський район — 2, Лохвицький район — 2, Лубни — 2, Полтавський район — 2, Новосанжарський район — 1, Оржицький район — 1, Пирятинський район — 1, Горішні Плавні — 1, Козельщинський район — 1, Кременчуцький район — 1, Хорольський район — 1). Продовжують лікування 20108 осіб
18 листопада діагностовано 1100 випадків захворювання, одужали 879 мешканців області. Зареєстровано 41 летальний випадок (Кременчук — 18, Полтава — 6, Глобинський район — 3, Карлівський район — 2, Кременчуцький район — 2, Лубенський район — 2, Гадяч — 1, Горішні Плавні — 1, Зіньківський район — 1, Кобеляцький район — 1, Лохвицький район — 1, Машівський район — 1, Миргород — 1, Чорнухинський район — 1). Продовжують лікування 19968 осіб
17 листопада діагностовано 1168 випадків захворювання, одужали 751 мешканців області. Зареєстровано 32 летальні випадки (Кременчук — 8, Полтава — 7, Горішні Плавні — 4, Лубни — 3, Миргород — 2, Зіньківський район — 2, Полтавський район — 2, Козельщинський район — 1, Котелевський район — 1, Лубенський район — 1, Шишацький район — 1). Продовжують лікування 19788 осіб
16 листопада діагностовано 1000 випадків захворювання, одужали 539 мешканців області. Зареєстровано 60 летальних випадків (Полтава — 17, Кременчук — 15, Гадяцький район — 3, Горішні Плавні — 3, Гадяч — 2, Лубни — 2, Оржицький район — 2, Кобеляцький район — 2, Лубенський район — 2, Чутівський район — 2, Великобагачанський район — 1, Полтавський район — 1, Семенівський район — 1, Глобинський район — 1, Зіньківський район — 1, Карлівський район — 1,  Котелевський район — 1, Миргород — 1, Миргородський район — 1, Новосанжарський район — 1). Продовжують лікування 19403 особи
15 листопада діагностовано 559 випадків захворювання, одужали 361 мешканець області. Зареєстровано 5 летальних випадків (Полтава — 3, Полтавський район — 1, Горішні Плавні — 1). Продовжують лікування 19002 особи
14 листопада діагностовано 709 випадків захворювання, одужали 174 мешканців області. Зареєстровано 4 летальні випадки (Полтава — 2, Полтавський район — 2). Продовжують лікування 18809 осіб
13 листопада діагностовано 1124 випадків захворювання, одужали 815 мешканців області. Зареєстровано 29 летальних випадків (Полтава — 5, Глобинський район — 5, Кременчук — 4, Гадяч — 3, Полтавський район — 2, Великобагачанський район — 1, Гадяцький район — 1, Козельщинський район — 1,  Котелевський район — 1, Кременчуцький район — 1, Миргород — 1, Пирятинський район — 1, Решетилівський район — 1, Семенівський район — 1, Шишацький район — 1). Продовжують лікування 18278 осіб
12 листопада діагностовано 1257 випадків захворювання, одужали 920 мешканців області. Зареєстровано 23 летальних випадків (Полтава — 10, Кременчук — 4, Горішні Плавні — 2, Кобеляцький район — 1, Котелевський район — 1, Оржицький район — 1, Семенівський район — 1, Миргородський район — 1,  Машівський район — 1, Зіньківський район — 1). Продовжують лікування 17998 осіб
11 листопада діагностовано 1327 випадків захворювання, одужали 869 мешканців області. Зареєстровано 31 летальний випадок (Полтава — 6, Горішні Плавні — 5, Кременчук — 4, Кобеляцький район — 4, Лохвицький район — 2, Лубни — 2, Семенівський район — 2, Хорольський район — 2, Козельщинський район — 1, Оржицький район — 1, Гребінківський район — 1, Решетилівський район — 1). Продовжують лікування 17684 особи
10 листопада діагностовано 1591 випадок захворювання, одужали 506 мешканців області. Зареєстровано 45 летальних випадків (Кременчук — 13, Горішні Плавні — 10, Полтава — 6, Козельщинський район — 4, Лубенський район — 3, Лубни — 2, Семенівський район — 2, Гадяч — 1, Диканський район — 1, Зіньківський район — 1, Карлівський район — 1, Машівський район — 1). Продовжують лікування 17257 осіб
9 листопада діагностовано 1182 випадки захворювання, одужали 281 мешканців області. Зареєстровано 64 летальні випадки (Полтава — 17, Кременчук — 11, Кобеляцький район — 6, Лохвицький район — 5, Лубни — 5, Глобинський район — 4, Машівський район — 3, Полтавський район — 3, Решетилівський район — 3, Лубенський район — 2, Великобагачанський район — 1, Гадяцький район — 1, Миргородський район — 1, Семенівський район — 1, Котелевський район — 1). Продовжують лікування 16217 осіб
8 листопада діагностовано 240 випадків захворювання, одужали 97 мешканців області. Зареєстровано 12 летальних випадків (Кременчук — 4, Полтава — 3, Гадяч — 2, Кобеляцький район — 1, Лохвицький район — 1, Полтавський район — 1). Продовжують лікування 15380 осіб
7 листопада діагностовано 633 випадки захворювання, одужали 272 мешканців області. Зареєстровано 0 летальних випадків. Продовжують лікування 15249 осіб
6 листопада діагностовано 963 випадків захворювання, одужали 525 мешканців області. Зареєстровано 29 летальних випадків (Горішні Плавні — 3, Карлівський район — 1, Кременчук — 8, Кременчуцький район — 2, Лубни — 2, Миргород — 1, Новосанжарський район — 1, Оржицький район -1, Полтава — 7, Полтавський район — 1, Чорнухинський район — 1, Чутівський район — 1). Продовжують лікування 14888 осіб
5 листопада діагностовано 1127 випадків захворювання, одужали 681 мешканців області. Зареєстровано 36 летальних випадків (Гадяцький район — 1, Гадяч — 1, Глобинський район — 1, Диканський район — 2, Карлівський район — 3, Кобеляцький район — 1, Котелевський район — 1, Кременчук — 2, Кременчуцький район — 3, Лохвицький район — 2, Лубни — 3, Машівський район — 1, Миргород — 2, Оржицький район -1, Полтава — 11, Хорольський район — 1). Продовжують лікування 14479 осіб
4 листопада діагностовано 1197 випадків захворювання, одужали 726 мешканців області. Зареєстровано 34 летальні випадки (Кременчук — 9, Полтава — 6, Горішні Плавні — 2, Лубни — 2, Миргород — 1, Великобагачанський район — 1, Глобинський район — 3, Гребінківський район — 1, Зінківський район — 1, Карлівський район — 2, Лохвицький район — 1, Лубенський район — 1, Миргородський район — 1, Полтавський район — 1, Хорольський район — 1, Чутівський район — 1). Продовжують лікування 14069 осіб
3 листопада діагностовано 1127 випадків захворювання, одужали 430 мешканців області. Зареєстровано 37 летальних випадків (Великобагачанський  район — 1, Горішні Плавні — 1, Диканський район — 1, Зіньківський район — 1, Карлівський район — 1, Котелевський район — 2, Кременчук — 10, Кременчуцький район — 3, Лохвицький район — 1, Лубни — 2, Новосанжарський район — 1, Полтава — 6, Полтавський район — 3 Хорольський район — 3, Чутівський район — 1). Продовжують лікування 13632 особи
2 листопада діагностовано 1065 випадків захворювання, одужали 615 мешканців області. Зареєстровано 57 летальних випадків (Полтава — 14, Кременчук — 10, Гадяч — 2, Лубни — 1, Миргород — 1, Горішні Плавні — 1, Гадяцький район — 1, Гребінківський район — 1, Карлівський район — 6, Кобеляцький район — 7, Козельщинський район — 1,Котелевський район — 2, Кременчуцький район — 2, Лубенський район — 2, Машівський район — 1, Новосанжарський район — 2,  Оржицький район — 1, Полтавський район — 1, Решетилівський район — 1). Продовжують лікування 12972 осіб
1 листопада діагностовано 259 випадків захворювання, одужали 17 мешканців області. Зареєстровано 0 летальних випадків. Продовжують лікування 12579 осіб

### жовтень
- у жовтні місяці захворіло 17292, одужало 7027, померло 380 людей

31 жовтня діагностовано 364 випадків захворювання, одужали 20 мешканців області. Зареєстровано 4 летальні випадки (Кобеляцький — 1, Лохвицький — 1, Новосанжарський — 1, Полтава — 1). Продовжують лікування 12337 осіб
30 жовтня діагностовано 1078 випадків захворювання, одужали 452 мешканці області. Зареєстровано 27 летальних випадків (Полтава — 5, Кременчук — 8, Горішні Плавні — 1, Зіньківський район — 2, Лохвицький район — 2, Полтавський район — 1, Котелевський район — 1, Кобеляцький район — 1, Глобинський район — 1, Козельщинський район — 1, Великобагачанський район — 1, Хорольський район — 1, Семенівській район — 1, Чутівський район — 1). Продовжують лікування 11997 осіб
29 жовтня діагностовано 1073 випадки захворювання, одужали 432 мешканці області. Зареєстровано 31 летальний випадкок (Полтава — 5,  Кременчук — 5, Горішні Плавні — 2, Гадяч — 1, Миргород — 1, Карлівський район — 3, Кременчуцький район — 3, Гадяцький район — 2, Козельщинський район — 2, Полтавський район — 2, Великобагачанський район — 1, Лубенський район — 1, Семенівській район — 1, Чутівський район — 1, Шишацький район — 1). Продовжують лікування 11398 осіб
28 жовтня діагностовано 1022 випадки захворювання, одужали 574 мешканців області. Зареєстровано 15 летальних випадків (Полтава — 6, Кременчук — 2, Полтавський район — 2, Лубни — 1,  Гадяч — 1, Лохвицький район — 1, Гребінківський  район — 1, Горішні Плавні — 1). Продовжують лікування 10788 осіб
27 жовтня діагностовано 895 випадків захворювання, одужали 656 мешканців області. Зареєстровано 43 летальні випадки (Полтава — 10, Козельщинський район — 5, Кременчук — 4, Кременчуцький район — 4, Лубни — 3, Гадяч — 2, Гадяцький район — 2, Зіньківський район — 2, Лохвицький район — 2, Пирятинський район — 2, Горішні Плавні — 1, Диканський район — 1, Глобинський район — 1, Карлівський район — 1, Полтавський район — 1, Кобеляцький район — 1, Лубенський район — 1). Продовжують лікування 10335 осіб
26 жовтня діагностовано 889 випадків захворювання, одужали 518 мешканців області. Зареєстровано 36 летальних випадків (Полтава — 8, Кременчук — 3, Миргород — 3, Глобинський район — 2, Карлівський район — 2, Кременчуцький район — 2, Пирятинський район — 2, Полтавський район — 2, Хорольський район — 2, Гадяч — 1, Горішні Плавні — 1, Кобеляцький район — 1, Лохвицький район — 1, Машівський район — 1, Лубни — 1, Миргородський район — 1, Новосанжарський район — 1, Решетилівський район — 1, Шишацький — 1). Продовжують лікування 10159 осіб
25 жовтня діагностовано 76 випадків захворювання, одужав 1 мешканець області. Зареєстровано 3 летальні випадки (Полтава — 1, Новосанжарський район — 1, Кобеляцький район — 1). Продовжують лікування 9824 особи
24 жовтня діагностовано 970 випадків захворювання, одужали 328 мешканців області. Зареєстровано 12 летальних випадків (Лохвицький район — 4, Гадяцький район — 3, Полтава — 3, Гадяч — 1, Полтавський район — 1). Продовжують лікування 9752 особа
23 жовтня діагностовано 1094 випадки захворювання, одужали 328 мешканців області. Зареєстровано 19 летальних випадків (Полтава — 8, Кременчук — 4, Горішні Плавні — 1, Полтавський район — 1, Карлівський район — 1, Лохвицький район — 1, Пирятинський район — 1, Миргородський район — 1, Хорольський район — 1). Продовжують лікування 8872 особа
22 жовтня діагностовано 1020 випадків захворювання, одужали 484 мешканців області. Зареєстровано 12 летальних випадків (Пирятинський район — 2, Гадяч — 1, Горішні Плавні — 1, Лубни — 1, Миргород — 1, Полтава — 1, Глобинський район — 1, Зіньківський район — 1, Кременчуцький район — 1, Лубенський район — 1, Миргородський район — 1). Продовжують лікування 8125 осіб
21 жовтня діагностовано 996 випадків захворювання, одужали 294 мешканців області. Зареєстровано 20 летальних випадків (Полтава — 9, Кременчук — 4, Диканський район — 1, Зінківський — 1, Котелевський район — 1, Полтавський район — 1, Пирятинський район — 1, Миргородський район — 1, Шишацький район — 1). Продовжують лікування 7601 особа
20 жовтня діагностовано 935 випадків захворювання, одужали 284 мешканців області. Зареєстровано 24 летальні випадки (Кременчук — 5, Полтава — 4, Гадяч — 1, Горішні Плавні — 1, Хорольський район — 4, Козельщинський район — 2, Кременчуцький район — 2, Великобагачанський район — 1, Гребінківський район — 1, Диканський район — 1, Машівський район — 1, Семенівський район — 1). Продовжують лікування 6919 осіб
19 жовтня діагностовано 593 випадки захворювання, одужали 328 мешканців області. Зареєстровано 26 летальних випадків (Полтава — 7, Полтавський район — 4, Кременчук — 3, Лубни — 3, Миргород — 2, Миргородський район — 2, Пирятинський район — 2, Карлівський район — 1, Лохвицький район — 1, Хорольський район — 1). Продовжують лікування 6292 людини
18 жовтня діагностовано 81 випадок захворювання, одужали 36 мешканців області. Продовжують лікування 6049 людей
17 жовтня діагностовано 310 випадків захворювання, одужав 1 мешканець області. Зареєстровано 7 летальних випадків (Полтава — 5, Полтавський район — 2). Продовжують лікування 6004 людини
16 жовтня діагностовано 152 випадки захворювання, одужало 8 людей. Зареєстровано 5 летальних випадків (Полтава — 3, Зіньківський район — 1, Полтавський район — 1). Продовжують лікування 5702 людини
15 жовтня діагностовано 230 випадків захворювання, одужало 39 людей. Зареєстровано 2 летальні випадки (Полтава — 2). Продовжує лікування 5563 людини.
14 жовтня діагностовано 739 випадків захворювання, одужали 810 людей. Зареєстровано 5 летальних випадків (Полтава — 3, Лохвицький район — 2). Продовжує лікування 5374 людини
13 жовтня діагностовано 707 випадків захворювання, одужали 366 людей. Зареєстровано 16 летальних випадків (Полтава — 5, Миргород — 1, Кременчук — 1, Хорольський район — 1, Лохвицький район — 1, Лубни — 2, Лубенський район — 2, Карлівський район — 1, Пирятинський район — 1, Гребінківський район — 1). Продовжує лікування 5451 людина
12 жовтня діагностовано 669 випадків захворювання, одужали 123 людини. Зареєстровано 15 летальних випадків (Полтава — 3, Кременчук — 2, Хорольський район — 2, Лохвицький район — 2, Лубни — 1, Лубенський район — 1, Карлівський район — 1, Новосанжарський район — 1, Пирятинський район — 1, Полтавський район — 1). Продовжує лікування 5126 людей
11 жовтня діагностовано 132 випадки захворювання. Зареєстровано 5 летальних випадків (Полтава -5). Продовжує лікування 4598 людей
10 жовтня діагностовано 174 випадки захворювання, одужали 2 людини. Продовжує лікування 4471 людина
9 жовтня діагностовано 376 випадків захворювання, одужала 101 людина. Зареєстровано 6 летальних випадків (Гадяч — 1, Кременчук — 2, Полтавський район — 1, Лубенський район — 1, Лохвицький район — 1). Продовжують лікування 4299 людей
8 жовтня діагностовано 574 випадки захворювання, одужали 77 мешканців області. Зареєстровано 4 летальні випадки (Полтава — 3, Лубни — 1). Продовжують лікування 4030 людей
7 жовтня діагностовано 368 випадків захворювання, одужали 301 мешканець області. Зареєстровано 11 летальних випадків (Кременчук — 2, Лубни — 2, Гребінківський район — 2, Полтава — 1, Кременчуцький район — 1, Оржицький район — 1, Миргородський район — 1, Хорольський район — 1). Продовжують лікування 3537 людей
6 жовтня діагностовано 475 випадків захворювання, одужали 213 мешканців області. Зареєстровано 3 летальні випадки (Миргород — 2, Хорольський район — 1). Продовжують лікування 3481 людина
5 жовтня діагностовано 526 випадки захворювання, одужали 113 мешканців області. Зареєстровано 10 летальних випадків (Полтава — 4, Лубни — 3, Полтавський район — 1, Машівський район — 1, Козельщинський район — 1). Продовжують лікування 3222 людини
4 жовтня діагностовано 67 випадків захворювання. Продовжують лікування 2819 людей
3 жовтня діагностовано 73 випадки захворювання, одужали 11 мешканців області. Зареєстровано 2 летальні випадки (Полтава — 2). Продовжують лікування 2752 людини
2 жовтня діагностовано 292 випадки захворювання, одужали 68 мешканців області. Зареєстровано 5 летальних випадків (Кременчук — 2, Полтава — 1, Гадяч — 1, Лубни  - 1). Продовжують лікування 2692 людини
1 жовтня діагностовано 342 випадки захворювання, одужали 59 мешканців області. Зареєстровано 4 летальні випадки (Полтава — 1, Гадяцький район — 1, Карлівський район — 1, Новосанжарський район — 1). Продовжують лікування 2473 людини

## 2020
27 березня виявлено першого у Полтавській області хворого на коронавірус, на COVID-19 захворіла 69-річна жінка. Наявність COVID-19 у 75-річної кременчужанки, попри два позитивні експрес-тести, не підтвердилась.

## Запобіжні заходи
2020
З 12 березня у Полтаві та Кременчуці запровадили карантин, котрий як планувалося буде тривати до 3 квітня, були заборонені: масові заходи, концерти, спортивні змагання. На три тижні було зачинено усі навчальні заклади.
З 17 березня у Полтаві та Кременчуці розширили карантинні заходи. Було зачинено: торгівельні центри, заклади сфери послуг та заклади громадського харчування.
З 31 березня у Кременчуці діє обмежений доступ до громадського транспорту. Користуватися ним можуть працівники магазинів, аптек та стратегічних підприємств безкоштовно за наявності спеціальної перепустки, при цьому маршрутні таксі працюють з 6.30 до 11.00 та з 16.00 до 21.00, тролейбуси та комунальні автобуси з 5.00 до 21.30.
З 12 травня у Кременчуці було послаблено карантинний режим. На маршрути вийшов весь міський транспорт. Є змога користуватись ним без спеціальних перепусток при дотриманні маскового режиму. Кількість пасажирів обмежується кількістю сидячих місць. Водночас медиків перевозять без черги та безкоштовно, а пільговиків не будуть перевозити до 22 травня
З 9 листопада Полтавська область знаходиться у червоній зоні. Заборонено проводити масові заходи за участю більше 10 осіб. Заборонено відвідувати кінотеатри, заклади розважальної діяльності. Заборонено відвідувати заклади освіти, крім учнів.